# AMA Superbike Championship

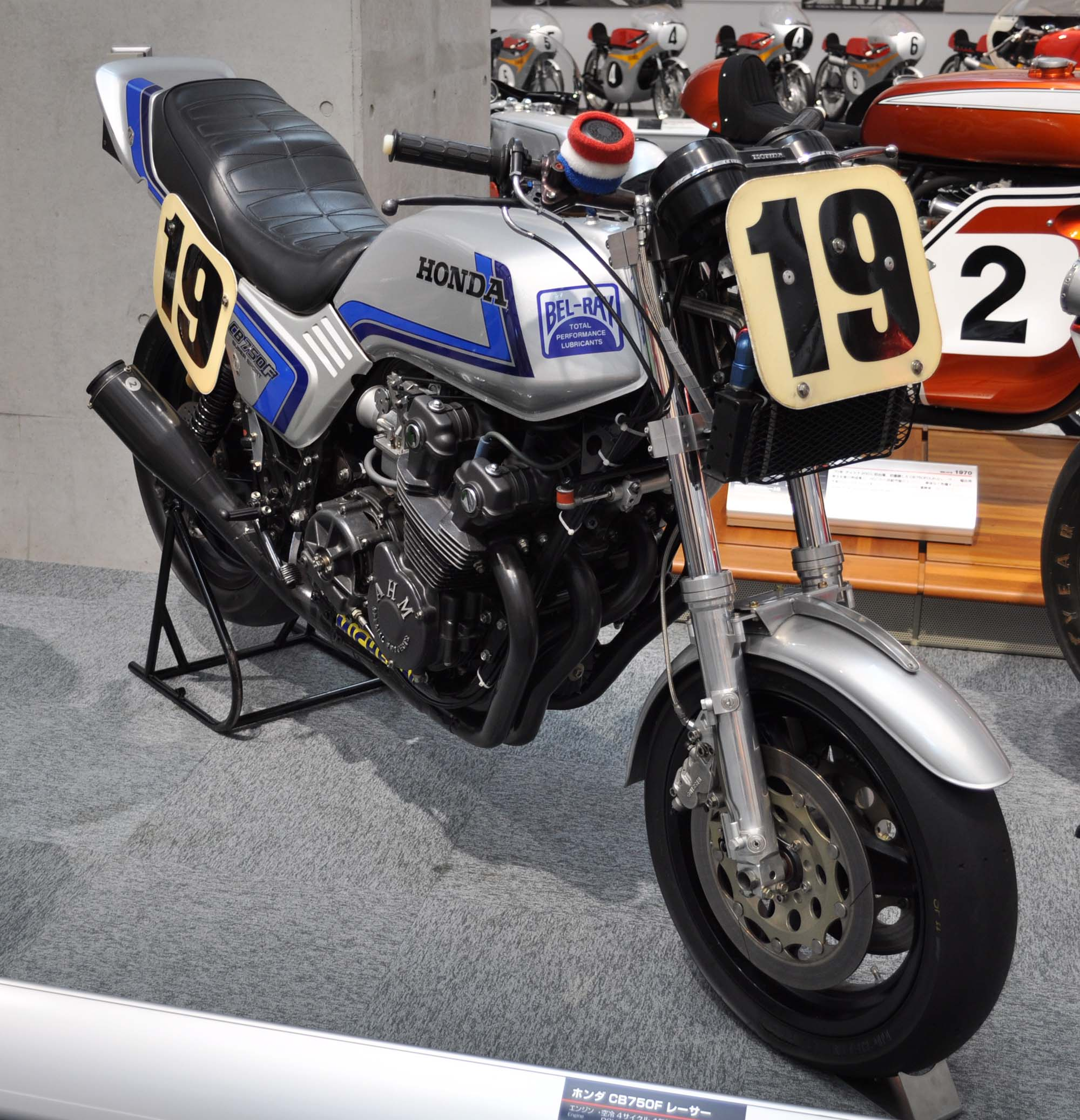
1982 von Freddie Spencer in der AMA Superbike Championship eingesetzte Honda CB750F

Die AMA Superbike Championship ist die US-amerikanische Superbike-Meisterschaft und wird unter der Obhut der American Motorcyclist Association (AMA), als Teil der AMA Pro Racing-Serie ausgetragen. Weitere Klassen sind die AMA Supersport Championship, AMA Superstock Championship und die AMA Formula Xtreme. Die Meisterschaft wird seit 1976 ausgetragen und ging aus Clubrennen hervor. Sie gilt zusammen mit der British Superbike Championship (BSB), als stärkste nationale Superbike-Meisterschaft.
Das technische Reglement der AMA Superbike ist sehr liberal und erlaubt z. B. Modifikationen am Motor, die in den meisten anderen Superbike-Meisterschaften verboten sind.
Die erfolgreichsten Fahrer in der Geschichte der Serie sind Doug Polen, Scott Russell und Mat Mladin. Außerdem sammelten viele erfolgreiche US-amerikanische Motorrad-WM-Piloten, wie Wayne Rainey, Eddie Lawson oder Nicky Hayden Erfahrungen in der AMA Superbike.

## Technisches Reglement
- Nur homologierte Motorräder werden in der Superbike-Meisterschaft eingesetzt.
- Superbike-Motorräder müssen für öffentliche Straßen zugelassen und bei Einzelhändler verfügbar sein.
- Die minimale Importanforderung pro Modell an den Hersteller hängt von den Einzelhändlern in den USA ab (ca. 150 bis 400 Einheiten).
- Es sind nur Viertaktmotoren mit mindestens zwei Zylinder und einem Hubraum von 901 bis 1000 cm³ erlaubt.
- Das Gewicht muss mindestens 370 pounds (ca. 168 kg) (ohne Sprit) und 375 pounds (ca. 170 kg) (mit Sprit) betragen.

## Ergebnisse
| Jahr | Fahrertitel         | Motorrad | Herstellertitel | Rookie of the Year |
| ---- | ------------------- | -------- | --------------- | ------------------ |
| 1976 | Reg Pridmore        | BMW      |                 |                    |
| 1977 | Reg Pridmore        | Kawasaki |                 |                    |
| 1978 | Reg Pridmore        | Kawasaki |                 |                    |
| 1979 | Wes Cooley          | Suzuki   |                 |                    |
| 1980 | Wes Cooley          | Suzuki   |                 |                    |
| 1981 | Eddie Lawson        | Kawasaki |                 |                    |
| 1982 | Eddie Lawson        | Kawasaki |                 | Steve Wise         |
| 1983 | Wayne Rainey        | Kawasaki |                 | Doug Chandler      |
| 1984 | Fred Merkel         | Honda    |                 | Randy Renfrow      |
| 1985 | Fred Merkel         | Honda    |                 | Alan Labrosse      |
| 1986 | Fred Merkel         | Honda    |                 | Nigel Gale         |
| 1987 | Wayne Rainey        | Honda    | Suzuki          | Scott Cantrell     |
| 1988 | Bubba Shobert       | Honda    | Suzuki          | Scott Russell      |
| 1989 | Jamie James (Biker) | Honda    | Suzuki          | Marc Smith         |
| 1990 | Doug Chandler       | Kawasaki | Kawasaki        | Thomas Stevens     |
| 1991 | Thomas Stevens      | Yamaha   | Honda           | Mario Duhamel      |
| 1992 | Scott Russell       | Kawasaki | Kawasaki        | Michael Taylor     |
| 1993 | Doug Polen          | Ducati   | Ducati          | Takahiro Sohwa     |
| 1994 | Troy Corser         | Ducati   | Ducati          | Dan Turner         |
| 1995 | Miguel Duhamel      | Honda    | Honda           | Chris Carr         |
| 1996 | Doug Chandler       | Kawasaki | Honda           | Thomas Wilson      |
| 1997 | Doug Chandler       | Kawasaki | Honda           | Tommy Hayden       |
| 1998 | Ben Bostrom         | Honda    | Honda           | Jamie Hacking      |
| 1999 | Mat Mladin          | Suzuki   | Ducati          | Gabriel Henning    |
| 2000 | Mat Mladin          | Suzuki   | Suzuki          | Randall Mennenga   |
| 2001 | Mat Mladin          | Suzuki   | Suzuki          | Mauro Cereda       |
| 2002 | Nicky Hayden        | Honda    | Honda           | Brian Livengood    |
| 2003 | Mat Mladin          | Suzuki   | Suzuki          | Geoff May          |
| 2004 | Mat Mladin          | Suzuki   | Honda           | Cory West          |
| 2005 | Mat Mladin          | Suzuki   | Suzuki          | Jason Perez        |
| 2006 | Ben Spies           | Suzuki   | Suzuki          | Roger Lee Hayden   |
| 2007 | Ben Spies           | Suzuki   | Suzuki          | Luca Scassa        |
| 2008 | Ben Spies           | Suzuki   | Suzuki          |                    |
| 2009 | Mat Mladin          | Suzuki   | Suzuki          |                    |
| 2010 | Josh Hayes          | Yamaha   |                 |                    |
| 2011 | Josh Hayes          | Yamaha   | Suzuki          |                    |
| 2012 | Josh Hayes          | Yamaha   |                 |                    |
| 2013 | Josh Herrin         | Yamaha   |                 |                    |
| 2014 | Josh Hayes          | Yamaha   |                 |                    |
| 2015 | Cameron Beaubier    | Yamaha   |                 |                    |
| 2016 | Cameron Beaubier    | Yamaha   |                 |                    |
| 2017 | Toni Elías          | Suzuki   |                 |                    |
| 2018 | Cameron Beaubier    | Yamaha   |                 |                    |
| 2019 | Cameron Beaubier    | Yamaha   |                 |                    |
| 2020 | Cameron Beaubier    | Yamaha   |                 |                    |
| 2021 | Jake Gagne          | Yamaha   |                 |                    |
| 2022 | Jake Gagne          | Yamaha   |                 |                    |
| 2023 | Jake Gagne          | Yamaha   |                 |                    |